# 中国南方喀斯特
25°13′N 107°58′E / 25.217°N 107.967°E
中国南方喀斯特由中国南方的云南石林、贵州荔波、贵州施秉、重庆武隆、重庆金佛山、广西桂林、广西环江共同组成，其中云南石林为中国AAAAA级景区。石林、荔波、武隆于2007年6月27日在第三十一届世界遗产大会上被评选为世界自然遗产并获得全票通过，施秉、金佛山、桂林、环江于2014年6月24日在第三十八届世界遗产大会上增补入世界自然遗产名录。

## 概况
中国南方喀斯特覆盖了五万平方公里，主要位于云南省、贵州省、重庆市和广西壮族自治区，有着多样的喀斯特地形地貌。这个世界遗产目前包含荔波喀斯特，石林喀斯特、武隆喀斯特、施秉喀斯特、金佛山喀斯特、桂林喀斯特和环江喀斯特。中国南方喀斯特展示了一个由多湿的热带至亚热带的喀斯特地貌。石林是世界范围内一个伟大的自然现象和一个世界性的地标。

## 登录过程
云南石林、贵州荔波、重庆武隆于2007年6月27日在第三十一届世界遗产大会上被评列入世界自然遗产。
广西桂林、贵州施秉、重庆金佛山、广西环江于2014年6月24日在第三十八届世界遗产大会上被增补入世界自然遗产。

## 登录基准
该世界遗产被认为满足世界遺產登錄基準中的以下基準而予以登錄：
- （vii）包含出色的自然美景与美学重要性的自然现象或地区。
- （viii）代表生命进化的纪录、重要且持续的地质发展过程、具有意义的地形学或地文学特色等的地球历史主要发展阶段的显著例子。

## 项目
| 编号     | 名称                                                                                     |
| -------- | ---------------------------------------------------------------------------------------- |
| 1248-001 | 石林喀斯特-乃古石林 石林彝族自治县 Shilin Karst – Naigu Stone Forest Shilin Yi County,   |
| 1248-002 | 石林喀斯特-所各邑村 石林彝族自治县 Shilin Karst – ‘Suogeyi Village’ Shilin Yi County,    |
| 1248-003 | 荔波喀斯特-小七孔 荔波县 Libo Karst – ‘Xiaoqijong’ Libo County,                          |
| 1248-004 | 荔波喀斯特-洞多 荔波县 Libo Karst – ‘Dongduo’ Libo County,                               |
| 1248-005 | 武隆喀斯特-箐口天坑 武隆县 Wulong Karst – Qingkou Giant Doline (Tiankeng) Wulong County, |
| 1248-006 | 武隆喀斯特-天生三桥 武隆县 Wulong Karst – Three Natural Bridges Wulong County,           |
| 1248-007 | 武隆喀斯特-芙蓉洞 武隆县 Wulong Karst – Furong Cave Wulong County,                       |

## 石林喀斯特
云南石林（路南石林）风景区位于中国云南省石林彝族自治县，又称“路南石林”，距昆明120千米，面积约40多万亩。石林是典型的喀斯特地貌，经过亿万年地质变化形成的。1984年石林景区被国务院批准为首批国家重点风景名胜区。2004年2月13日石林被联合国教科文组织世界地质公园专家评审会批准为首批世界地质公园。石林还是彝族传说中阿诗玛的故乡。云南石林喀斯特的大小石林和乃古石林以其剑状、柱状和塔状喀斯特景观入选世界遗产。

## 荔波喀斯特

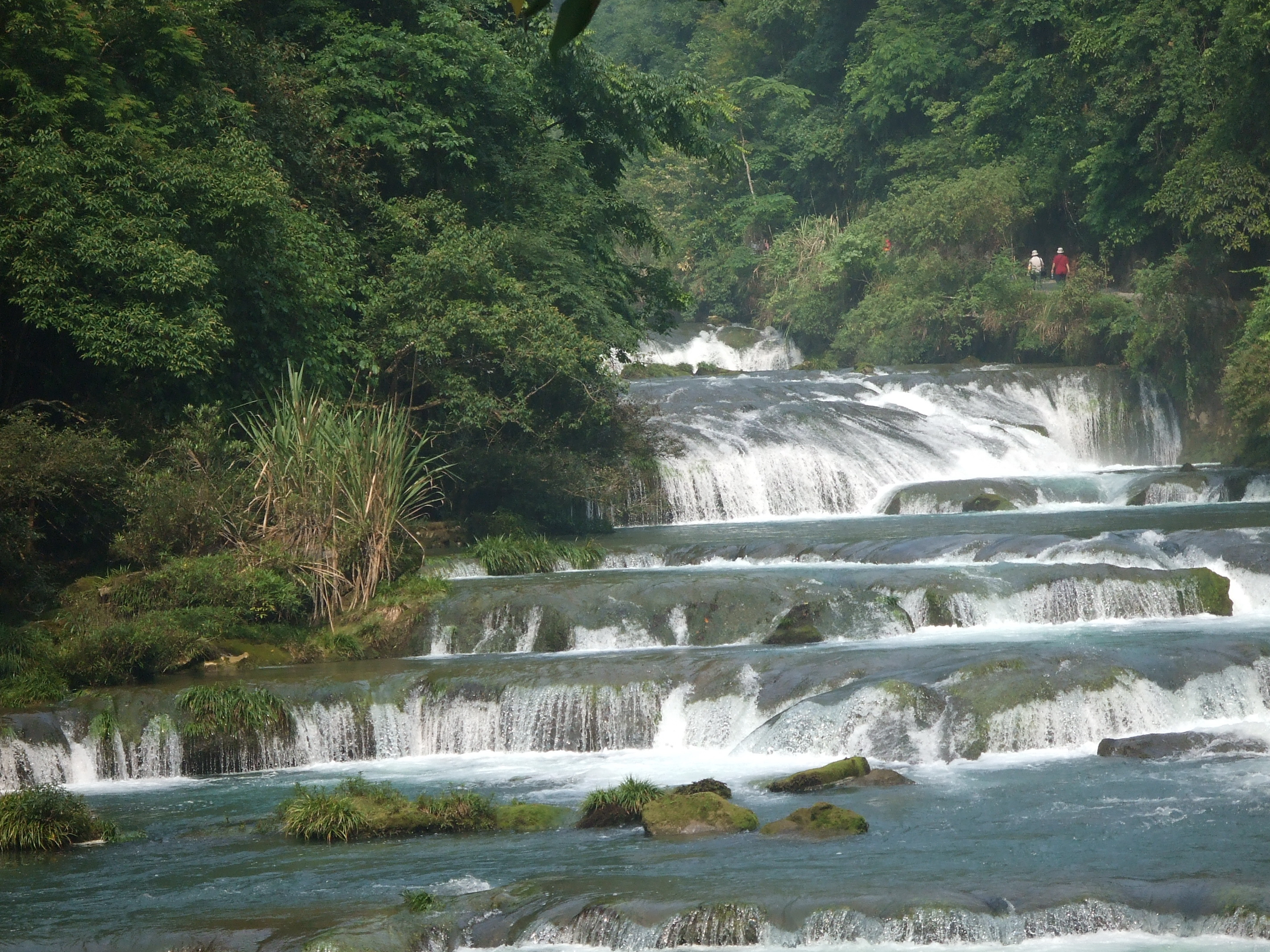
荔波小七孔跌水瀑布

贵州省荔波县境内的樟江国家级风景名胜区，由小七孔景区、大七孔景区、水春河景区和樟江沿河风光带组成，面积271.3平方公里。樟江沿河风光带，全长30公里，一水贯穿水春河峡谷和大七孔、小七孔景区。河面水流平稳，水清如玉，两岸青山绿树，农田村落，交织成美丽的田园风光。荔波樟江风景名胜区的大、小七孔景区以及茂兰国家级自然保护区作为锥状喀斯特的代表被选入世界遗产。

## 武隆喀斯特

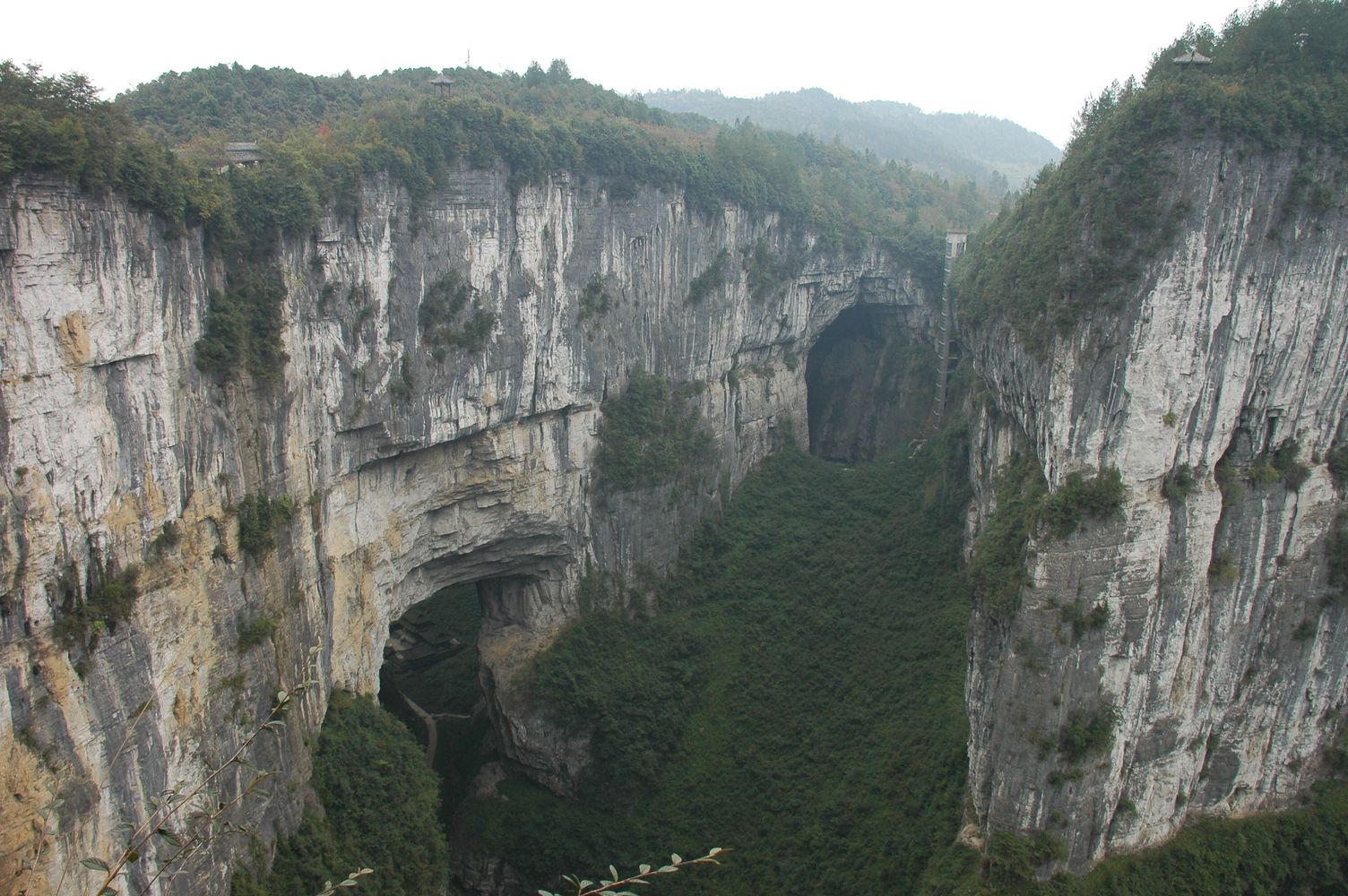
武隆天生三桥

分布于重庆市武隆县境内的武隆喀斯特分为天生三桥、箐口天坑和芙蓉洞三大片，有天生桥、天坑地缝、溶洞等立体喀斯特景观。这几大片区分别作为国家级、直辖市级风景名胜区并整体作为“重庆武隆岩溶国家地质公园”加以保护。

## 扩展项目
| 编号              | 名称                                                                                      |
| ----------------- | ----------------------------------------------------------------------------------------- |
| 1248-008 1248-001 | 桂林喀斯特-葡萄峰林 陽朔縣葡萄鎮 Guilin Karst - Putao Fenling Karst Section Putao County, |
| 1248-009 1248-002 | 桂林喀斯特-漓江峰丛 阳朔县 Guilin Karst - Lijiang Fengcong Karst Section Yangshuo County, |
| 1248-010 1248-003 | 施秉喀斯特 施秉县 Shibing Karst Shibing County,                                           |
| 1248-011 1248-004 | 金佛山喀斯特 南川区 Jinfoshan Karst Nanchuan Sistrict,                                    |
| 1248-012 1248-005 | 环江喀斯特 环江县 Huanjiang Karst Huanjiang County,                                       |

注：斜体编号是目前教科文组织官网上的编号。2014年新扩展的项目应当接续编号，而不是重新编号。应当是网页更新疏忽所致。